# Duell

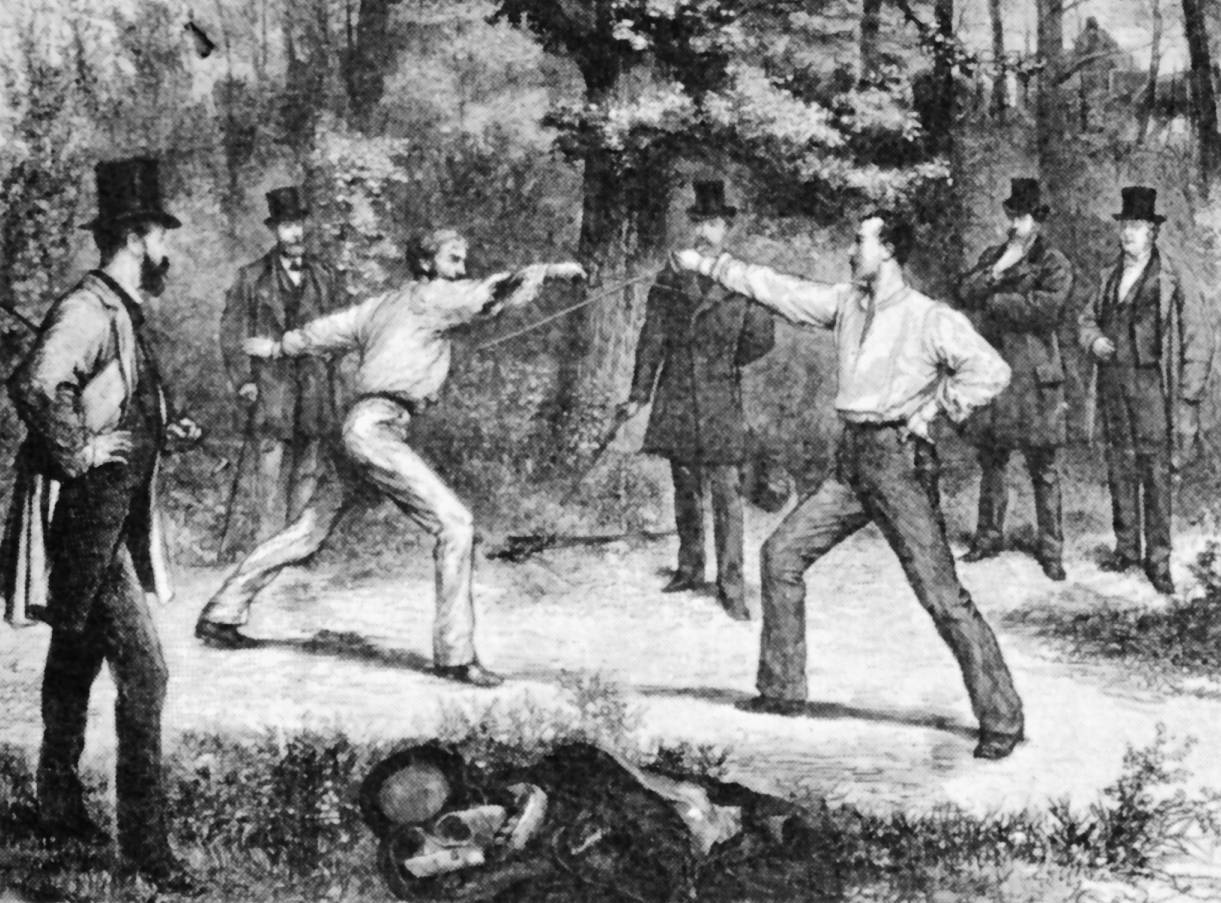
Duell im Bois de Boulogne von Paris – Zeichnung 1874 von Durand

Ein Duell (mlat. duellum ‚Zweikampf‘, von alat. duellum ‚Krieg‘ und später volksetymologisch mit duo ‚zwei‘ verbunden) ist ein freiwilliger Zweikampf mit gleichen, potenziell tödlichen Waffen, der von den Kontrahenten vereinbart wird, um eine Ehrenstreitigkeit auszutragen. Das Duell unterliegt traditionell festgelegten Regeln. Duelle sind heutzutage verboten. Der Begriff wird im übertragenen Sinne auch auf sportliche Wettkämpfe und Wortgefechte angewandt.

## Geschichte

### Altertum und Mittelalter

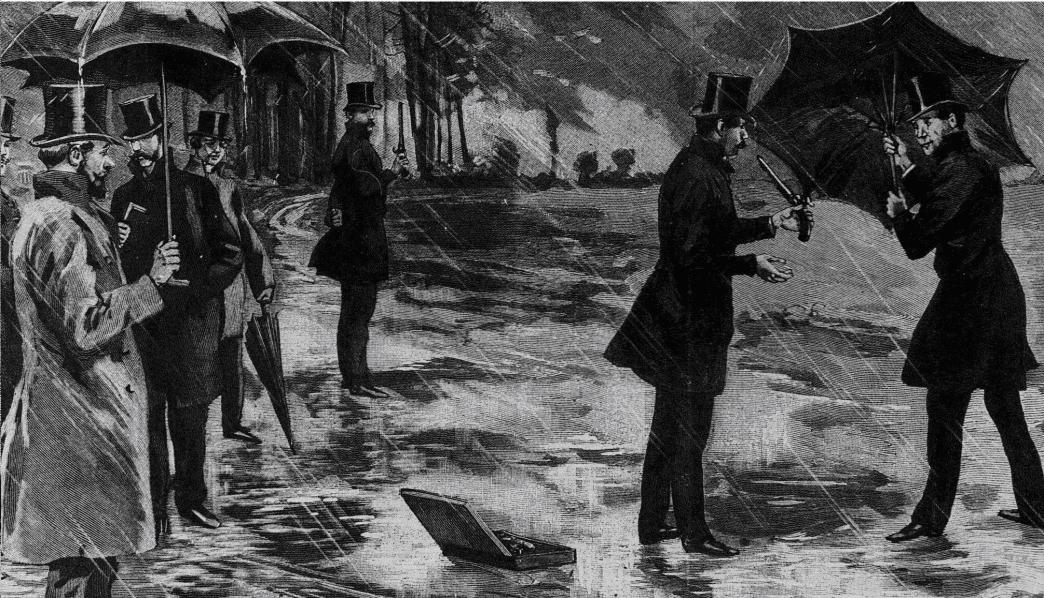
„Lieber tot als nass“ – Paul-François Dubois vs. Sainte-Beuve bei Paris 1830

Von Zweikämpfen zwischen militärischen bzw. politischen Führungspersönlichkeiten berichten bereits älteste Literaturwerke aus vielen Kulturen. Dabei ist es jeweils wichtig, dass die Protagonisten durch den Erweis physischer Stärke ihre Führungsposition gegenüber den eigenen Gefolgsleuten legitimieren. Eines der ältesten Beispiele ist der Zweikampf zwischen dem ägyptischen Hofbeamten Sinuhe und dem „Starken von Retjenu“, einem vorderasiatischen Fürsten, über den eine im Alten Ägypten extrem populäre Geschichte berichtet. Im Alten Testament wird vom Kampf Davids gegen den Philister Goliath erzählt. In der Ilias trifft sich der trojanische Königssohn Paris mit dem griechischen König Menelaos zum Zweikampf um die schöne Helena. Am Beginn der althochdeutschen Literatur steht das Hildebrandslied, das im Umfeld der kriegerischen Auseinandersetzungen der Völkerwanderungszeit vom Zweikampf zwischen Hildebrand und seinem Sohn Hadubrand erzählt. Beide treffen nach Jahrzehnten der Trennung als Anführer gegnerischer Heere aufeinander und können einem Zweikampf nicht ausweichen.

### Frühe Neuzeit
Die Wurzeln des neuzeitlichen Duells gehen zurück bis auf den gerichtlichen Zweikampf bei den Germanen und das mittelalterliche Gottesurteil. Nachdem am Ausgang des Mittelalters sowohl der Gerichtskampf als auch die ritterliche Fehde bedeutungslos geworden waren, verbreitete sich das neuzeitliche Duell, das wesentliche Elemente beider Auseinandersetzungsformen übernahm und weiterentwickelte, seit dem Ende des 15. Jahrhunderts zunächst in Spanien, Italien und Frankreich und dann über ganz Europa. Indem der Zweikampf aus dem Rechtsleben in den privaten Bereich verlagert wurde, ging die schicksalhaft-religiöse Dimension der Entscheidungsfindung zunehmend verloren und wurde durch den ständischen Ehrbegriff ersetzt. In Frankreich war das Duell vom Ende des 16. bis zur Mitte des 17. Jahrhunderts geradezu eine Modeerscheinung: Allein zwischen 1594 und 1610 sollen in Frankreich achttausend Adlige und Offiziere in Duellen getötet worden sein, und (der allerdings für seine häufigen Duelle berüchtigte) François de Montmorency soll in einem einzigen Jahr 22 (nach anderen Quellen sogar über 40) Kontrahenten im Duell getötet haben. Die rechtlichen Rahmenbedingungen standen schon vor der Aufklärung auch in Deutschland gegen das Duell, so referierte der Lübecker Hauptpastor an St. Marien Michael Siricius um 1645 aufgrund eines Duells mit tödlichem Ausgang für beide Duellbeteiligten die damals herrschende Auffassung in Norddeutschland, insbesondere den Hansestädten.
Das Konzil von Trient verbot das Duell und bezeichnete es als eine Einführung des Teufels, der durch den blutigen Mord des Leibes auch den Untergang der Seele gewinne. Den Duellanten und Sekundanten drohte nach kanonischem Recht als Tatstrafe die Exkommunikation und der Ehrverlust. Mit ebendiesen Konsequenzen hatten die Zuschauer, die sich an Duellen ergötzten und diejenigen zu rechnen, die zum Zweikampf geraten oder sonst auf irgendeine Weise gefördert hatten. Wurde ein Duellant im Zweikampf tödlich verletzt, sollte sein Widerpart nach dem Willen der Konzilsväter als Mörder bestraft werden. Einem im Zweikampf Gefallenen wurde ein kirchliches Begräbnis versagt.

### Ideologischer Hintergrund
Als Zweck des Duells galt es, für eine wirkliche oder vermeintliche Beleidigung Genugtuung (Satisfaktion) zu erhalten bzw. zu geben. Dabei ging es nicht darum, wer in dem Zweikampf „siegte“, sondern ausschließlich darum, dass beide Duellanten durch die bloße Bereitschaft, sich um ihrer „Mannesehre“ willen zum Kampf zu stellen und dafür Verletzung oder Tod zu riskieren, ihre persönliche Ehrenhaftigkeit unter Beweis stellten bzw. wiederherstellten. Unabhängig von seinem Ausgang hatte das Duell zur Folge, dass die Beleidigung als „gesühnt“ galt und beide Beteiligten in ihren Augen und im Urteil der Gesellschaft (wieder) als „Ehrenmänner“ angesehen wurden.

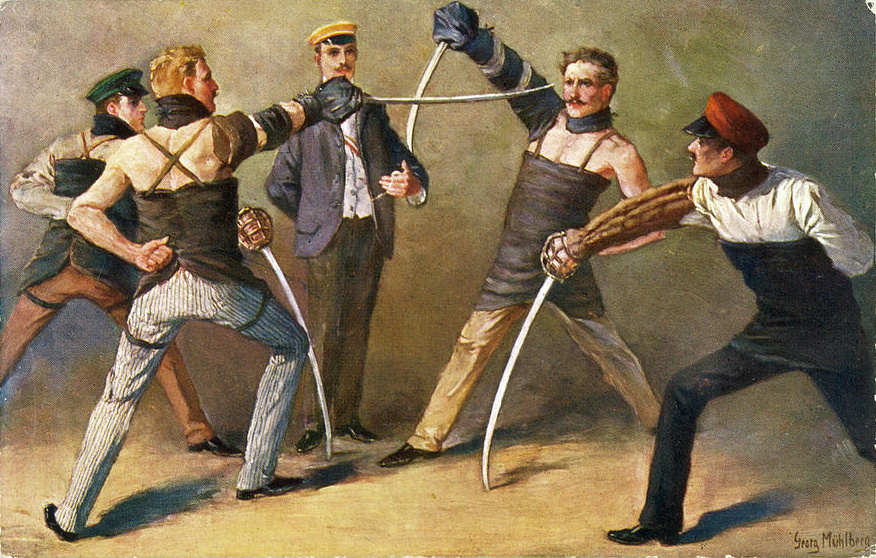
Georg Mühlberg: Studentisches Säbelduell um 1900

Nicht jedermann war zur Teilnahme an diesem gesellschaftlichen Ritual berechtigt. Als „satisfaktionsfähig“ galt ursprünglich nur, wer das Recht zum Waffentragen hatte, d. h. Adlige, Offiziere und Studenten. Die wachsende politische, wirtschaftliche und soziale Bedeutung des Bürgertums im 19. Jahrhundert hatte zur Folge, dass schließlich auch Bürgerliche als satisfaktionsfähig betrachtet wurden, sofern sie der „besseren“ Gesellschaft angehörten und bereit waren, sich deren „Comment“, d. h. ihren ungeschriebenen Verhaltensregeln, zu unterwerfen. Die objektiven Kriterien für diese Zugehörigkeit waren nicht klar abgegrenzt, wurden aber jedenfalls durch ein akademisches Studium oder den Erwerb eines Reserveoffiziersgrades erfüllt. Das Duellwesen war also immer auch Ausdruck eines elitären Standesdenkens, das sich nach „unten“ dadurch abzugrenzen versuchte, dass man allein den Angehörigen der „höheren Gesellschaftskreise“ das dazu erforderliche „feinere Ehrgefühl“ zuschrieb.
Ideologische Grundlage des Duellwesens war das Festhalten an der zumindest im 19. Jahrhundert längst anachronistisch gewordenen Vorstellung eines „ritterlichen“ Standes freier, waffentragender Männer, die sich und ihre Ehre selbst verteidigen können und müssen, ohne zu einer staatlichen Obrigkeit Zuflucht zu nehmen. Die Ehre, um die es hier ging, war daher nicht nur persönliche Ehre, sondern zugleich Standesehre: Wer zu diesem Stand gehören wollte (als Adliger, Offizier, Student oder von diesen Gruppen gesellschaftlich akzeptierter Angehöriger des Bürgertums), war nicht nur berechtigt, sondern sozial verpflichtet, Angriffe auf seine Ehre abzuwehren, indem er entweder Zurücknahme und Entschuldigung erlangte, oder – wenn das verweigert wurde oder die Beleidigung zu schwer war – den Beleidiger zum Duell forderte. Wer sich dieser Verpflichtung entzog oder sich weigerte, einer Duellforderung nachzukommen, lief Gefahr, von seinen Standesgenossen gesellschaftlich geächtet und als ehrlos betrachtet zu werden. Umgekehrt führten als unehrenhaft betrachtete Verhaltensweisen auch zum Verlust der Satisfaktionsfähigkeit.
Am stärksten ausgeprägt war diese Verpflichtung bei Offizieren, die z. B. im Deutschen Reich und in Österreich-Ungarn mit ihrer Entlassung rechnen mussten, wenn sie ein Duell verweigerten. Begründet wurde das damit, „er habe nicht das richtige Ehrgefühl und darum seine Pflicht als Offizier verletzt.“ Hier wirkte sich die Tatsache aus, dass das preußische und österreichische Offizierskorps in besonders hohem Maße vom Adel dominiert wurde und sich daher in der Strenge seiner Ehrbegriffe deutlich von den bürgerlichen Zivilisten abzuheben suchte, teilweise so sehr, dass diese von Offizieren generell nicht als satisfaktionsfähig angesehen wurden.

### Gesetzliches Verbot
Dieser gesellschaftliche Ehrenkodex war stärker als die gesetzlichen Verbote des Duells, die überall galten, wenn auch in unterschiedlicher Schärfe.

#### Deutschland
Im Reichsstrafgesetzbuch von 1871 war der Zweikampf mit tödlichen Waffen als Sondertatbestand mit geringerer Strafandrohung definiert, nämlich mit Festungshaft (einer besonderen Form der Freiheitsstrafe, die im Gegensatz zur Gefängnis- oder Zuchthausstrafe nicht als entehrend galt) zwischen drei Monaten und fünf Jahren, bei Tötung des Gegners zwischen zwei und fünfzehn Jahren (15. Abschnitt, §§ 201–210). Bei der praktischen Durchsetzung dieser Verbote zeigte sich jedoch, dass die Angehörigen der (Militär-)Gerichtsbarkeit und der Regierungen sich dem zugrunde liegenden Ehrenkodex selbst verpflichtet fühlten: Duellanten wurden häufig überhaupt nicht gerichtlich verfolgt, oder, wenn überhaupt, nur sehr milde bestraft oder nach kurzer Strafverbüßung begnadigt.
In der Bundesrepublik wurde 1953 die Festungshaft in Einschließung umbenannt. Bei der Strafrechtsreform von 1969 wurden nach Vorbild der DDR die den Zweikampf betreffenden Paragraphen aufgehoben, so dass das Duell im heutigen deutschen Strafrecht nicht mehr gesondert behandelt wird, sondern den allgemeinen Strafvorschriften wie gefährliche oder schwere Körperverletzung und Mord oder Totschlag unterliegt.

#### Österreich
Das Gesetzbuch über Verbrechen und schwere Polizey-Uebertretungen von 1803 enthielt in den §§ 140–146 die Strafdrohungen für den Zweikampf. Vorgesehen waren differenzierte Regeln je nach Ausgang des Kampfes. War niemand verletzt worden, so betrug die Strafe 1 bis 5 Jahre schwerer Kerker, bei Verletzung 5–10 Jahre und bei Todesfolge 10–20 Jahre schwerer Kerker. In § 143 wurde festgelegt, dass der bei einem Duell Getötete sogleich außerhalb der normalen Begräbnisstätte zu begraben sei. Dies stellte eine auch nach dem Tod andauernde Ächtung des Duellverlierers dar.
Das Strafgesetz 1852 übernahm diese Vorschriften in den §§ 158–165 ohne die Bestimmung über das Begräbnis. Wurde niemand verletzt, betrug die Strafe nur noch 6 Monate bis 1 Jahr Kerker, bei Verletzung ohne schwere Dauerfolgen 1 bis 5 Jahre Kerker.
Seit Inkrafttreten des Strafgesetzbuchs 1975 gelten die allgemeinen Bestimmungen über die Körperverletzung bzw. Tötung.

#### Schweiz
Das Strafgesetzbuch von 1937 stellte den Zweikampf in den bis 1989 geltenden Artikeln 130 bis 132 unter Strafe; heute gelten dafür die allgemeinen Bestimmungen über Körperverletzung bzw. Tötung.

### 19. Jahrhundert

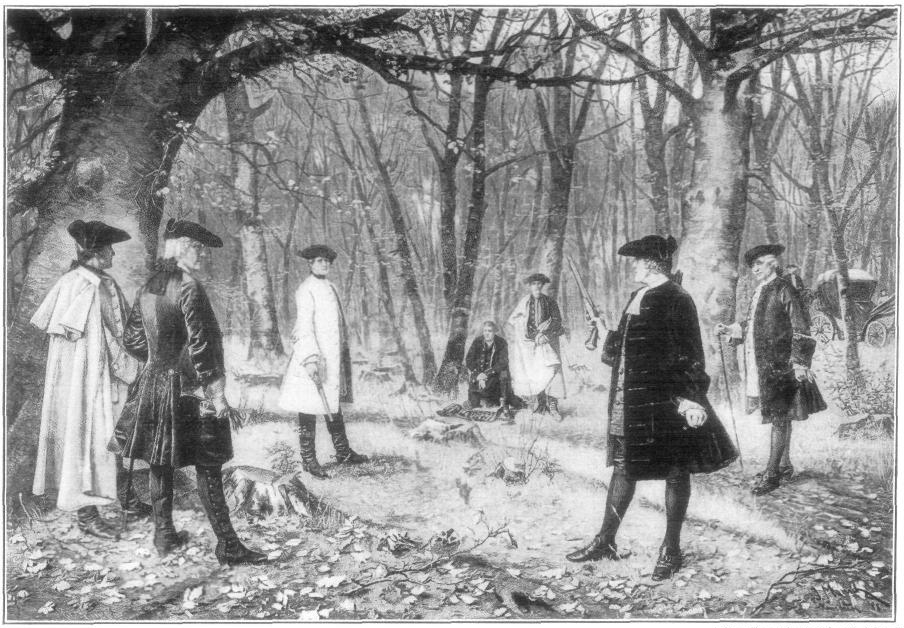
Duell des Alexander Hamilton gegen Aaron Burr (1804)

Duelle waren im 19. Jahrhundert nicht ungewöhnlich. Nach modernen Schätzungen fochten etwa 25 % der Adligen mindestens einmal im Leben ein Duell aus. Häufig wurde dabei aber eher der Form Genüge getan, indem man z. B. bei Pistolenduellen Bedingungen vereinbarte, die eine Verwundung eher unwahrscheinlich machten, oder sich gar bemühte, den Gegner nicht zu treffen. Man schätzt, dass es nur in einem von sechs Duellen zu ernsthaften Verletzungen und nur in einem von vierzehn Duellen zum Tod eines Kontrahenten kam. Berühmte Duellopfer waren z. B. der US-amerikanische Politiker Alexander Hamilton (1804), der französische Mathematiker Évariste Galois (1832), die russischen Dichter Alexander Puschkin (1837) und Michail Lermontow (1841) sowie der Arbeiterführer Ferdinand Lassalle (1864). Ein berüchtigter Duellant im Russland des 19. Jahrhunderts war Graf Fjodor Iwanowitsch Tolstoi, der insgesamt elf Gegner im Duell tötete.

### Kritik am Duellwesen
Während das Duell in England schon um die Mitte des 19. Jahrhunderts außer Gebrauch kam, hielt es sich in Kontinentaleuropa bis zum Beginn des 20. Jahrhunderts, war aber auch hier spätestens seit dem Ende des 19. Jahrhunderts in der Öffentlichkeit heftig umstritten. Entsprechend seiner standesmäßigen Verankerung kamen Ablehnung und Kritik vor allem von liberaler und sozialistischer Seite, aber auch die katholische Kirche lehnte das Duell ab. 1891 sprach Papst Leo XIII. in seiner Enzyklika Pastoralis officii eine offizielle Verurteilung des Duells aus. Im deutschen Kaiserreich gab es in den 1890er Jahren bis in das Plenum des Reichstags eine heftige, aber ergebnislose politische Diskussion im Anschluss an die spektakulären Duelle Vering vs. Salomon, des Freiherrn Leberecht von Kotze vs. Karl Ernst Adolf von Schrader und Ketelhodt vs. Zenker (1896). Bei letzterem hatte der kaiserliche Marineleutnant Freiherr Hans von Ketelhodt (1871–1948) den Rechtsanwalt Zenker erschossen. Die Forderung war von dem in seiner Ehre verletzten Ehemann Zenker ausgegangen. Der nationalliberale Politiker und Oberpräsident der Provinz Hannover Rudolf von Bennigsen hatte bereits 1896 im Falle des Duells Ketelhodt vs. Zenker in einer politischen Erklärung darauf aufmerksam gemacht, dass die Wiederherstellung verletzter Ehre auf derartigem Wege höchst fragwürdig sei und derartige Fälle allenfalls vor Ehrengerichte gehörten.
Im Jahre 1901 organisierte Karl Fürst zu Löwenstein eine Antiduellerklärung, die bis Anfang August von 133 Juristen (darunter Karl Trimborn) und 117 Ärzten unterzeichnet wurde.
Nachdem 1902 dann, als Ironie des Schicksals, die Familie des bekannten Politikers durch das Duell seines Sohnes Adolf von Bennigsen vs. Falkenhagen selbst betroffen war, formierte sich in Deutschland mit der 1902 in Kassel gegründeten deutschen Anti-Duell-Liga der Widerstand gegen diese Form der Satisfaktion auf breiterer Front. Obwohl Adel und Offizierskorps an der Idee des Duells festhielten, ging die Zahl der tatsächlich ausgefochtenen Duelle bis zum Beginn des Ersten Weltkriegs beständig zurück. Eines der letzten Duelle unter Beteiligung von Mitgliedern des Hochadels in Europa fand 1908 im damaligen Reichsland Elsass-Lothringen statt; dabei kam Herzog Karl Borwin zu Mecklenburg aus dem Haus Mecklenburg-Strelitz ums Leben.
Ein scharfer Kritiker des Duellwesens war Arthur Schopenhauer. In seinen Aphorismen zur Lebensweisheit (1851) analysiert er die verletzte „Ehre“ als zeitgebundenen und vorurteilsbehafteten Begriff und konterkariert die Vorstellungen seiner Zeitgenossen mit Überzeugungen griechischer Philosophen: Ehre hat man oder hat man nicht, sie lässt sich nicht mit Gewalt erzwingen. Jedoch: „Halte ich mich moralisch gerechtfertigt, Einem das Leben zu nehmen; so ist es Dummheit, es jetzt noch erst darauf ankommen zu lassen, ob er etwan besser schießen oder fechten könne, als ich; in welchem Fall er dann, umgekehrt, mir, den er schon beeinträchtigt hat, noch obendrein das Leben nehmen soll.“

### 20. Jahrhundert
Im Ersten Weltkrieg wurden Duelle vorerst bis zum Friedensschluss aufgeschoben. In Österreich-Ungarn bekräftigte Kaiser Karl I. mit Armee- und Flottenbefehl vom 4. November 1917 das Duellverbot.
Infolge der gewaltigen gesellschaftlichen Umwälzungen nach dem Ersten Weltkrieg (Zusammenbruch der Monarchien, Durchsetzung demokratischer Ideen, Verlust der gesellschaftlichen Bedeutung des Adels, Demilitarisierung) verschwand das Duell danach sehr schnell. In Deutschland wurde das Verbot des Zweikampfes in der Zeit des Nationalsozialismus vorübergehend gelockert.
1937 wurde das letzte Duell auf deutschem Boden zwischen Horst Krutschinna gegen Roland Strunk (der dabei starb) innerhalb der Heilanstalten Hohenlychen ausgetragen.
In Frankreich, Italien und Südamerika wurden ganz vereinzelt noch nach dem Zweiten Weltkrieg Duelle ausgefochten, die aber meist mehr Showcharakter hatten. So gab es unter anderem 1967 zwischen dem sozialistischen Bürgermeister von Marseille, Gaston Defferre, und dem gaullistischen Abgeordneten René Ribière ein Degen-Duell in Anwesenheit von Fotografen und einem Kamerateam, und Anfang der 1970er Jahre lieferten sich der uruguayische Innenminister Danilo Sena und der vormalige Industrieminister Enrique Erro ein Pistolenduell, bei dem jedoch keiner der Kontrahenten zu Schaden kam.

## Ablauf und Regeln

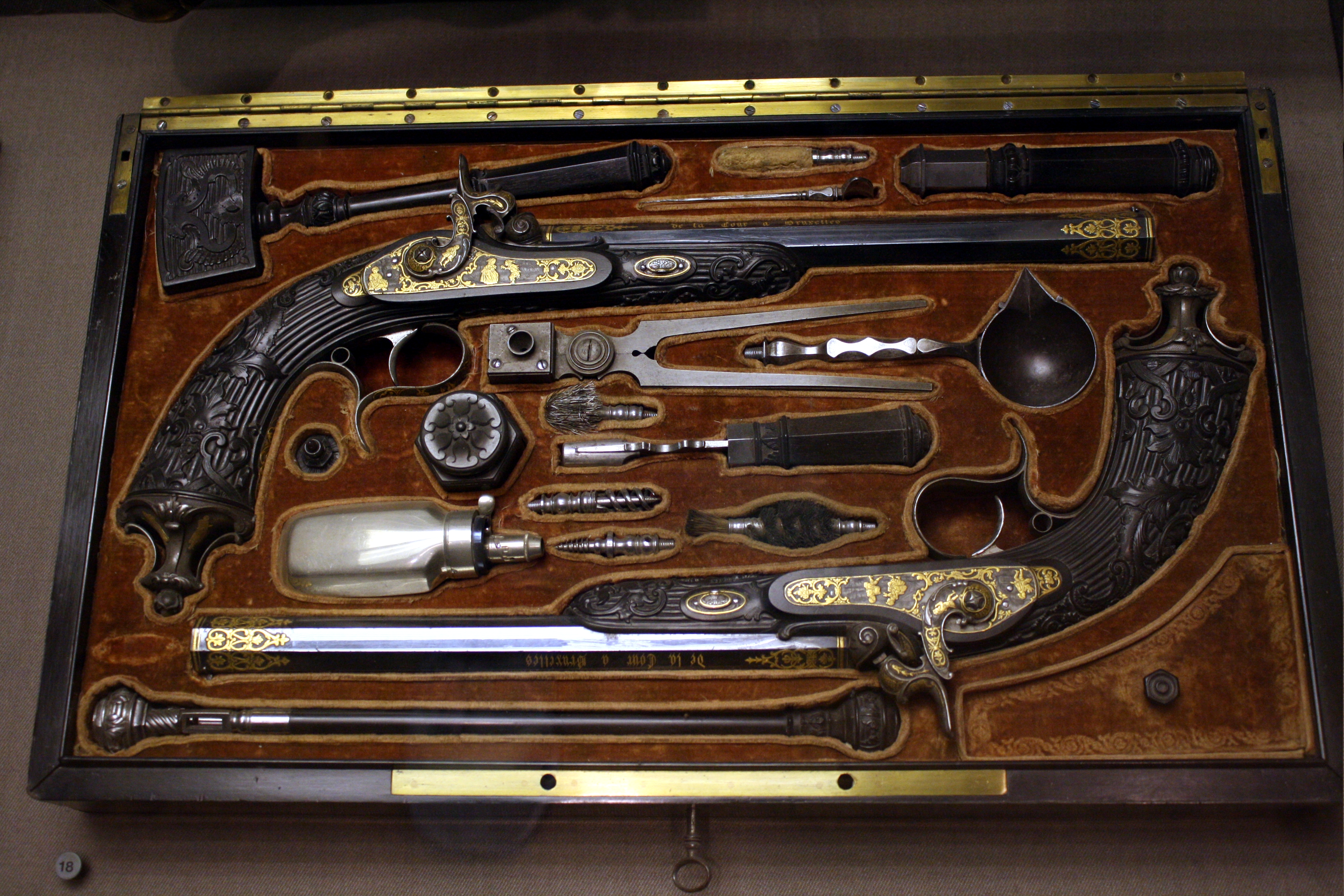
Duellpistolen
Philadelphia Museum of Art

Im Laufe des 18. und besonders des 19. Jahrhunderts bildeten sich allmählich immer detailliertere Regeln für die Durchführung eines Duells heraus, die zunächst mündlich tradiert, schließlich aber auch schriftlich fixiert wurden. Die bekanntesten Kodifikationen von Duellregeln sind der irische Code Duello von 1777, der „Essai sur le duel“ des Comte de Chateauvillard von 1836, „Die Regeln des Duells“ des Ungarn Franz von Bolgár (Budapest 1880, 7. Auflage Wien 1903) und der 1891 (2. Aufl. 1897, 3. Aufl. 1912) erschienene „Duell-Codex“ des österreichischen Fechtmeisters und Offiziers Gustav Hergsell. Außerdem gab es den „Ritterlichen Ehrenschutz“ (1907) des Grazer Waffenstudenten Felix Busson.

### Beleidigung

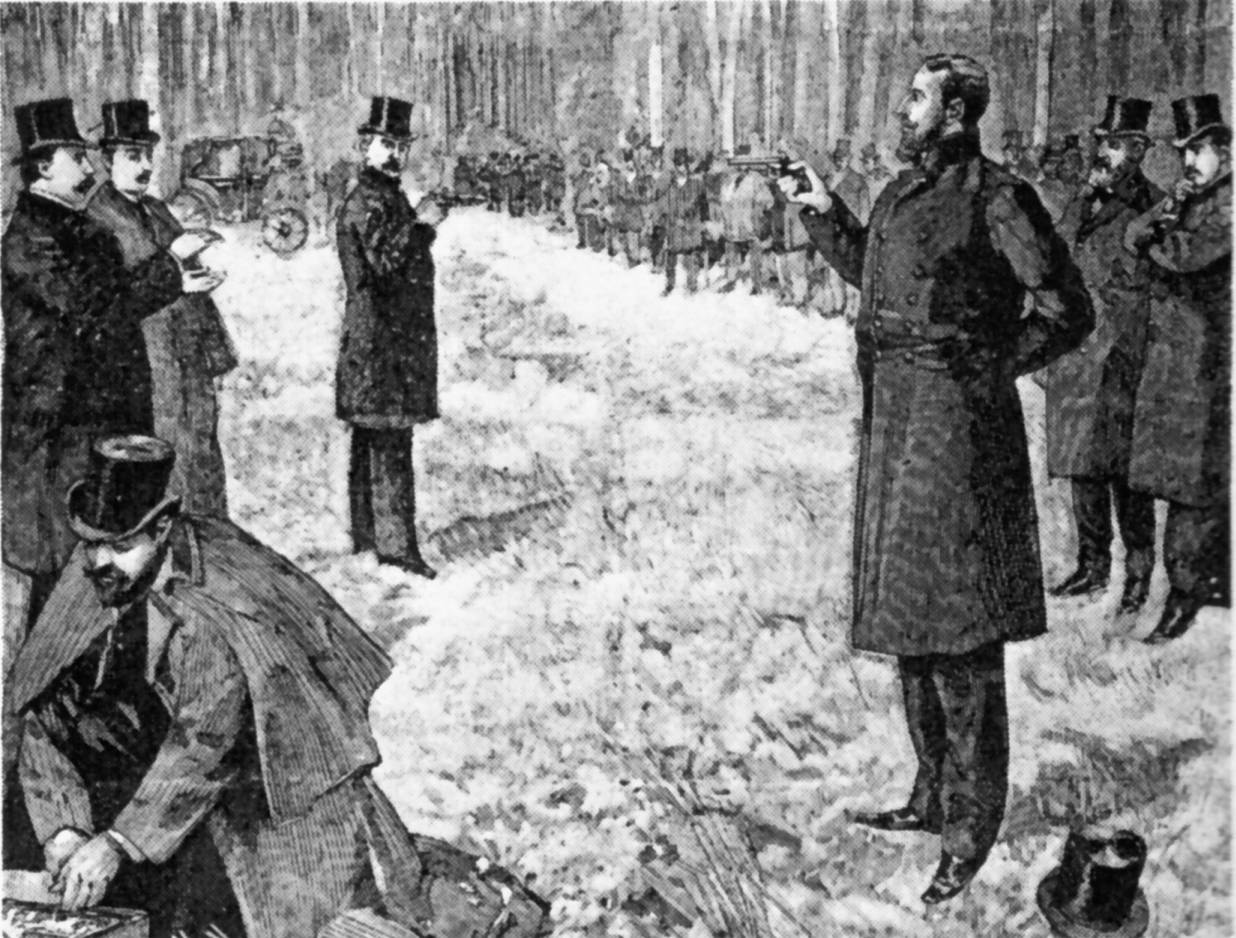
Duell zwischen Paul Déroulède und Georges Clemenceau am 21. Dezember 1892

Auslöser des Duells war immer eine Beleidigung der Mannesehre. Als solche galt jede öffentliche Verächtlichmachung, z. B. durch direkte verbale Beleidigung oder Herabsetzung, indirekte üble Nachrede, tätlichen Angriff, aber auch Verletzung der Ehre oder sexuellen Integrität von Frauen, die in der Obhut des Beleidigten standen (vor allem die Ehefrau, aber auch Schwester, Tochter, Verlobte).
Es wurde zwischen leichten, mittleren und schweren Beleidigungen unterschieden; bei leichten (z. B. einer unbedachten unhöflichen Bemerkung, die als beleidigend aufgefasst werden konnte) genügte in der Regel eine Entschuldigung, während bei schweren Beleidigungen (z. B. einem Schlag ins Gesicht) ein Duell unvermeidlich war.

### Herausforderung
Der Beleidigte forderte den Beleidiger zum Duell, und zwar nicht persönlich, sondern durch einen oder auch zwei Kartellträger, die er unter seinen Standesgenossen wählte. Offiziere und Studenten mussten zuvor einen „Ehrenrat“ oder ein „Ehrengericht“ anrufen, das den „Ehrenhändel“ prüfte, einen gütlichen Ausgleich herbeizuführen suchte und nur in schweren Fällen die Zustimmung zum Duell und zu den vereinbarten Bedingungen gab. Die Forderung musste innerhalb von 24 Stunden nach der Beleidigung ergehen oder nachdem der Beleidigte davon erfahren hatte. Die Kartellträger, die in der Regel auch als Sekundanten beim Duell fungierten, verhandelten mit den Sekundanten des Beleidigers über die Möglichkeit einer friedlichen Beilegung oder, wenn das nicht möglich war, über die Einzelheiten der Durchführung des Duells. Übliche Duellwaffen waren Degen, Säbel und Pistole. Ungewöhnliche Waffen oder Bedingungen bedurften der Zustimmung beider Seiten, ansonsten konnte der Beleidigte die Waffen und die Bedingungen bestimmen. Mitte/Ende des 19. Jahrhunderts fanden in Frankreich auch Duelle mit der Canne statt, einem – meist vorn mit Blei beschwerten – Spazierstock.

### Vorbereitung
Wegen des offiziellen Duellverbots wurden die Vorbereitungen möglichst geheim gehalten und Duelle meist in den frühen Morgenstunden an abgelegenen, einsamen Orten durchgeführt. Außer den Duellanten waren ein Arzt und die beiderseitigen Sekundanten, eventuell auch noch ein Unparteiischer anwesend, der gemeinsam mit den Sekundanten über die ordnungsgemäße Durchführung wachte. Die Waffen mussten für beide Kämpfer genau gleich sein. Als Pistolen benutzte man ausschließlich einschüssige Vorderladerwaffen, die mit Schwarzpulver und bleiernen Rundkugeln im Kaliber 12 bis 17 mm geladen wurden. Die Treffergenauigkeit dieser Waffen, die oft noch glatte, nicht gezogene Läufe hatten, war auf größere Entfernung nur gering; andererseits waren Verletzungen durch die großkalibrigen Geschosse schwer und führten oft noch Tage nach dem eigentlichen Duell zum Tod.

### Bedingungen
Die Schärfe der Bedingungen (und damit die Gefährlichkeit des Duells) hing von der Schwere der Beleidigung ab. Bei Pistolenduellen variierten die Zahl der Schusswechsel (1, 2 oder 3) und die festgelegte Entfernung, die zwischen 15 und 100 Schritten (ca. 11–74 m) liegen konnte. Bei Säbelduellen wurde entweder bis zur ersten blutenden Wunde oder bis zur Kampfunfähigkeit gekämpft. Mit beiderseitiger Zustimmung konnten auch schärfere Ausnahmebedingungen vereinbart werden, bis hin zum Extremfall des sprichwörtlich gewordenen „Sich über das Sacktuch (oder: Schnupftuch) schießen“. Hierbei hielten die Duellanten ein Taschentuch an den diagonal gegenüberliegenden Enden fest und schossen gleichzeitig, wobei aber nur eine Pistole geladen war.

## Duelle in der Kultur
Wegen ihres dramatischen und schicksalsträchtigen Charakters waren Duelle ein beliebtes literarisches Motiv vor allem in der Literatur des 19. und frühen 20. Jahrhunderts. Einige Werke, in denen das Duell eine zentrale Rolle spielt, sind:
- William Shakespeare: Romeo und Julia (1594–1596): Duelle Tybalt-Mercutio und Romeo-Tybalt; Hamlet (1601/1602) Duell Hamlet-Laertes; Was ihr wollt (1623): Duell zwischen Sir Andrew und der als Mann verkleideten Viola
- Pierre-Ambroise-François Choderlos de Laclos: Gefährliche Liebschaften (1782): Duell Valmont-Danceny
- Johann Wolfgang von Goethe: Faust (1808): Duell Faust-Valentin
- Heinrich von Kleist: Der Zweikampf (1811): Duell Jakob, der Rotbart–von Trota
- Alexander Puschkin: Der Schuss (1830); Eugen Onegin (1833; auch Oper: Pjotr Iljitsch Tschaikowski: Eugen Onegin): Duell Onegin–Lenskij
- Michail Lermontow: Ein Held unserer Zeit, Kapitel Fürstin Mary (1840): Duell Petschorin–Gruschnitzkij
- Claude Tillier: Mein Onkel Benjamin (1843)[13]
- Alexandre Dumas der Ältere: Die drei Musketiere (1844), Der Graf von Monte Christo (1846)
- William Makepeace Thackeray: Jahrmarkt der Eitelkeit (1847/48) Duell Rawdon-Steyne
- Jules Verne: Von der Erde zum Mond (1865) Duell zwischen Nicholl - Barbicane, Reise um die Erde in 80 Tagen (1873) Duell zwischen Fogg - Colonel Proctor: In beiden Romanen werden Duelle angefangen, aber aus verschiedenen Gründen nicht zu Ende gebracht.
- Wilhelm Raabe: Abu Telfan (1867): Duell Kind–v. Glimmern
- Leo Tolstoi: Krieg und Frieden (1868/69): Duell Pierre Besuchow–Dolochow
- Fjodor Dostojewski: Die Brüder Karamasow (1880): Duell des jungen Starez Sossima[14]
- Giovanni Verga: Cavalleria rusticana (1880), bekannt durch Pietro Mascagnis gleichnamige Oper
- Mark Twain: A Tramp Abroad (Bummel durch Europa), Kapitel 5–8 (1880)
- Mark Twain: The Tragedy of Pudd'nhead Wilson (1894)
- Guy de Maupassant: Bel-Ami (1885)
- Herbert von Hoerner  Die letzte Kugel
- Theodor Fontane: Cécile (1886): Duell v. Gordon–v. St. Arnaud; Effi Briest (1895): Duell Innstetten–Crampas
- Anton Pawlowitsch Tschechow: Das Duell (1891): Duell zwischen von Koren und Lajewski; Drei Schwestern (1901): Duell zwischen Tusenbach und Soljony
- Arthur Schnitzler: Liebelei (1896); Freiwild (1896); Lieutenant Gustl (1900); Das weite Land (1911); Casanovas Heimfahrt (1918)
- Eduard von Keyserling: Beate und Mareile (1903): Duell v. Tarniff–Fürst Kornowitz; Abendliche Häuser (1914): Duell v. Dachhausen–v. Egloff; Am Südhang (1911): Duell v. West-Wallbaum–v. Treschke
- Luigi Pirandello: Il fu Mattia Pascal (1904)
- Joseph Conrad: Das Duell (1908): Duelle Feraud–d’Hubert
- Carl Sternheim: Bürger Schippel (1913): Duell Schippel–Krey
- Thomas Mann: Der Zauberberg (1924): Das Duell zwischen Settembrini und Naphta fällt in der Literaturgeschichte dadurch aus der Reihe, dass sein Anlass ein rein intellektueller ist.
- Joseph Roth: Radetzkymarsch (1932)

Einige Werke des Musiktheaters, die Duelle thematisieren:
- Gioacchino Rossini: Otello (Rossini): Duell Otello-Rodrigo
- Giuseppe Verdi: La forza del destino: Duell Don Alvaro-Don Carlo
- Franz von Suppè: Boccaccio (Suppè): Duell Boccaccio-Leonotto
- Claus Martin: Becky Sharp: Duell Rawdon-Lord Steyne
- Lin-Manuel Miranda: Hamilton (Musical): Duell Hamilton-Burr

Auch in manchen Filmen geht es zentral um ein Duell:
- Der zweite Schuss (Regie: Martin Frič, Deutschland 1943)
- Die Duellisten (Regie: Ridley Scott, Großbritannien 1977)

## Duelle in der Malerei

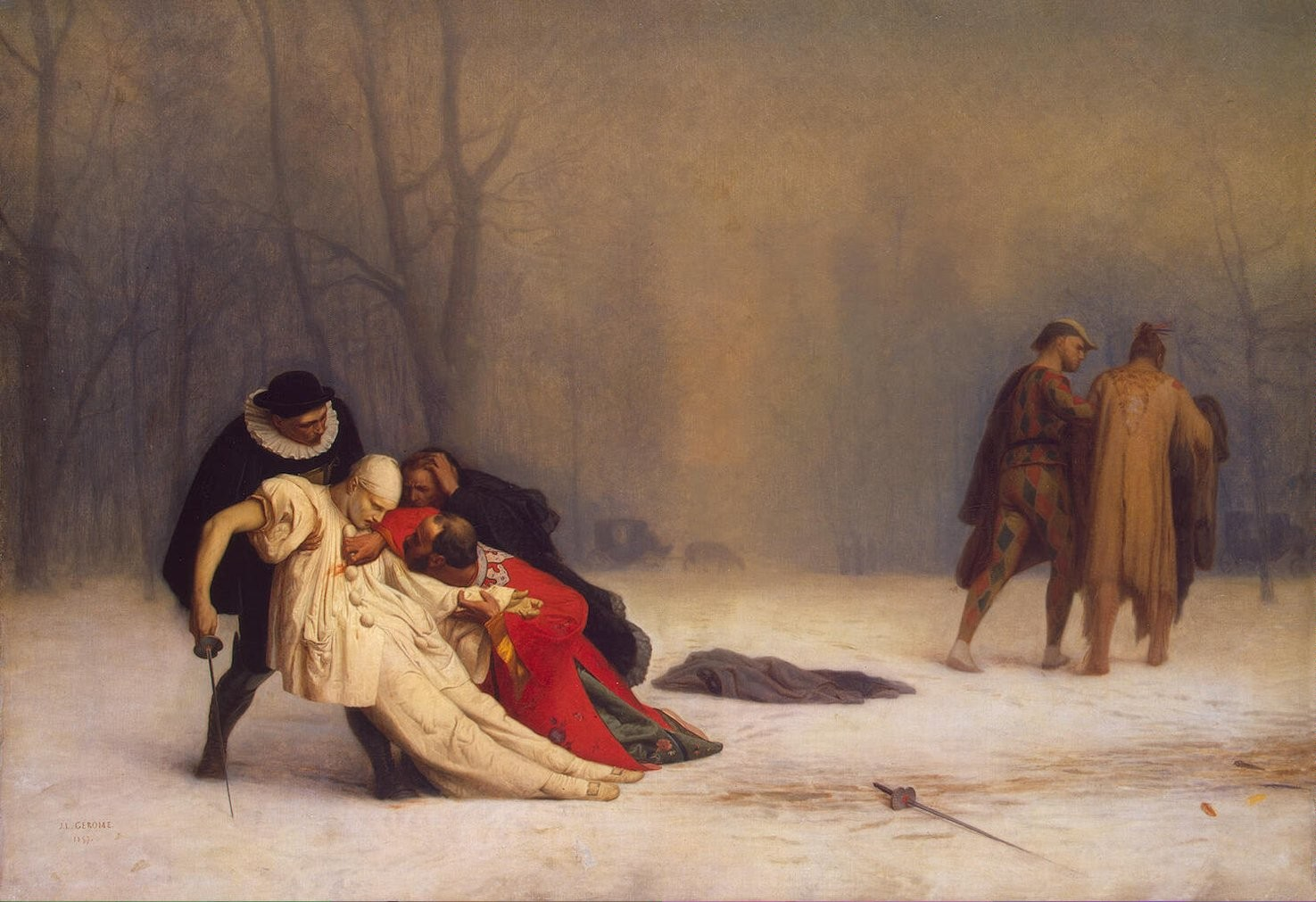
Jean-Léon Gérôme: Das Duell nach dem Maskenball

Bekannt ist das Motiv in mittelalterlichen Fresken von Westerwijtwerd und Woldendorp.
Jean-Léon Gérômes Duell nach dem Maskenball zeigt das tödliche Ergebnis eines fiktiven Duells im Morgengrauen im Bois de Boulogne nach einem Maskenball. Gérôme führte das Gemälde zwischen 1857 und 1859 zweimal aus, die beiden Fassungen befinden sich heute in der Eremitage und im Walters Art Museum.

### Historische Duellregeln
- Gustav Hergsell: Duell-Codex. 1897, Digitalisat.
- L. Barbasetti: Ehren-Kodex. 3. Auflage, nach der 2. Auflage des italienischen Originals vollständig umgearbeitet von Bernhard Dimand. Braumüller, Wien u. a. 1908 (Nachdruck: WJK-Verlag, Hilden 2008, ISBN 978-3-940891-00-6).
- Franz von Bolgár (Hrsg.): Die Regeln des Duells. 8. Auflage. Seidel, Wien 1908 (Nachdruck. WJK-Verlag, Hilden 2008, ISBN 978-3-933892-93-5).
- Felix Busson: Ritterlicher Ehrenschutz. Pechel, Graz 1907 (Nachdruck. WJK-Verlag, Hilden 2007, ISBN 978-3-933892-10-2).
- Alfred Comte de Chatauvillard: Duell-Codex. Geiger, Lahr 1864 (Nachdruck. WJK-Verlag, Hilden 2007, ISBN 978-3-933892-12-6), (Die Originalausgabe in französischer Sprache erschien 1836). Digitalisat des Originals von 1856.
- Peter Hauser (Hrsg.): Zweikampfregeln für den Offizier. WJK-Verlag, Hilden 2006, ISBN 3-933892-15-5.
- Peter Hauser (Hrsg.): Säbel, Degen und Pistole. Zweikampfregeln für den k.u.k. Offizier. WJK-Verlag, Hilden 2006, ISBN 3-933892-19-8.
- Kurt von Rathen: Duellregeln. Schnurpfeil, Leipzig 1914 (Nachdruck. WJK-Verlag, Hilden 2006, ISBN 3-933892-16-3).
- Josef Schmied-Kowarzik, Hans Kufahl: Fechtbüchlein. Reclam, Leipzig 1894 (Universal-Bibliothek 3301/3303).

### Sekundärliteratur
- Martin Biastoch: Duell und Mensur im Kaiserreich. Am Beispiel der Tübinger Corps Franconia, Rhenania, Suevia und Borussia zwischen 1871 und 1895. SH-Verlag, Vierow 1995, ISBN 3-89498-020-6 (GDS-Archiv für Hochschul- und Studentengeschichte. Beiheft 4).
- Tobias C. Bringmann: Reichstag und Zweikampf. Die Duellfrage als innenpolitischer Konflikt des deutschen Kaiserreichs 1871–1918. Hochschul-Verlag, Freiburg (Breisgau) 1997, ISBN 3-8107-2249-9 (Hochschulsammlung Philosophie. Geschichte 10), (Zugleich: Freiburg (Breisgau), Univ., Diss., 1996).
- Dagmar Burkhart: Eine Geschichte der Ehre. Wissenschaftliche Buchgesellschaft, Darmstadt 2006, ISBN 3-534-18304-5 (darin: Ehrverletzung und Wiederherstellung der Ehre im Duell; Duell-Kritik; Verrechtlichung der Ehrenwahrung und Duell-Bekämpfung).
- Peter Dieners: Das Duell und die Sonderrolle des Militärs. Zur preußisch-deutschen Entwicklung von Militär- und Zivilgewalt im 19. Jahrhundert. Duncker & Humblot, Berlin 1992, ISBN 3-428-07298-7 (Schriften zur Rechtsgeschichte 52), (Zugleich: Bonn, Univ., Diss., 1991).
- Ute Frevert: Ehrenmänner. Das Duell in der bürgerlichen Gesellschaft. Deutscher Taschenbuch-Verlag, München 1995, ISBN 3-423-04646-5 (dtv 4646 Wissenschaft).
- Friedhelm Guttandin: Das paradoxe Schicksal der Ehre. Zum Wandel der adeligen Ehre und zur Bedeutung von Duell und Ehre für den monarchischen Zentralstaat. Reimer, Berlin 1993, ISBN 3-496-00443-6 (Schriften zur Kultursoziologie 13), (Zugleich: Hagen, Univ., Habil.-Schr.).
- Felix Philipp Ingold: Das russische Duell. Kulturgeschichte eines alten Rituals. Konstanz University Press, Konstanz 2016, ISBN 3-86253-070-1.
- Adolph Kohut: Das Buch berühmter Duelle. 2. Auflage. Alfred Sg. Fried, Berlin 1888 (Nachdruck. Reprint-Verlag-Leipzig, Holzminden 1995, ISBN 3-8262-1101-4).
- Dietmar Kügler: Das Duell Stuttgart 1986.
- Hans Kufahl, Josef Schmied-Kowarzik: Duellbuch. Geschichte des Zweikampfes. Nebst einem Anhang enthaltend Duellregeln und Paukcomment. Weber, Leipzig 1896 (Nachdruck. WJK-Verlag, Hilden 2006, ISBN 3-933892-17-1 unter dem Titel: Der Zweikampf auf den Hochschulen: Geschichte des Zweikampfes nebst einem Anhang enthaltend Duellgesetze und Paukcomment.).
- Hubert Mader: Duellwesen und altösterreichisches Offiziersethos. Biblio Verlag, Osnabrück 1983, ISBN 3-7648-1290-7 (Studien zur Militärgeschichte, Militärwissenschaft und Konfliktforschung 31), (Zugleich: Wien, Diss., 1980).
- Heinz Marzulla: Ehrensache! Das Pistolenduell. Geschichte, Regeln und Waffen. Ares-Verlag, Graz 2005, ISBN 3-902475-12-9.
- Kevin McAleer: Dueling. The Cult of Honor in Fin-de-Siècle Germany. Princeton University Press, Princeton NJ u. a. 1994, ISBN 0-691-03462-1.
- Hans-Jürgen Meyer, Das Duell in: Festschrift für Alexander Reuter, Köln 2021, ISBN 978-3-504-06065-7, S. 263–276.
- Sarah Neumann: Der gerichtliche Zweikampf: Gottesurteil – Wettstreit – Ehrensache (Mittelalter-Forschungen 31), Ostfildern 2010, ISBN 978-3-7995-4284-5.
- Markku Peltonen: The Duel in Early Modern England. Civility, politeness and honour. Cambridge University Press, Cambridge u. a. 2003, ISBN 0-521-82062-6 (Ideas in Context 65).
- Helga Schmiedel: Berüchtigte Duelle. Koehler & Amelang, München u. a. 2002, ISBN 3-7338-0238-1.
- Winfried Speitkamp: Ohrfeige, Duell und Ehrenmord. Eine Geschichte der Ehre. Reclam, Stuttgart 2010, ISBN 978-3-15-010780-5.